# Mictlantecuhtli

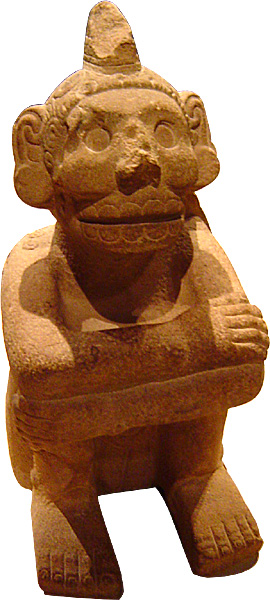
Statuetka Mictlantecuhtla w Muzeum Brytyjskim w Londynie.

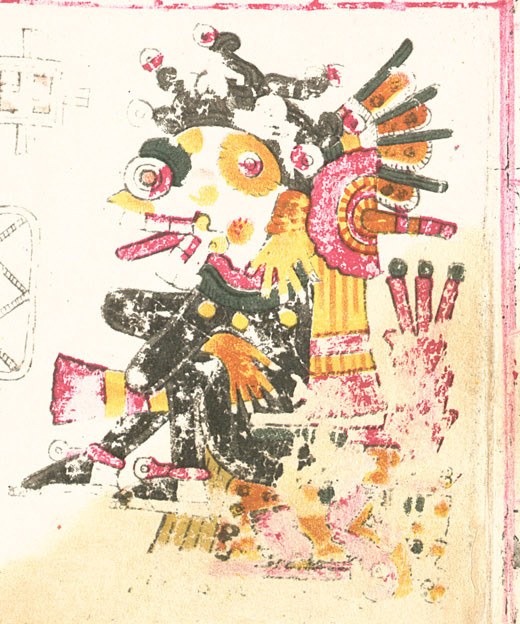
Mictlantecuhtli – rysunek z Kodeksu Borgia

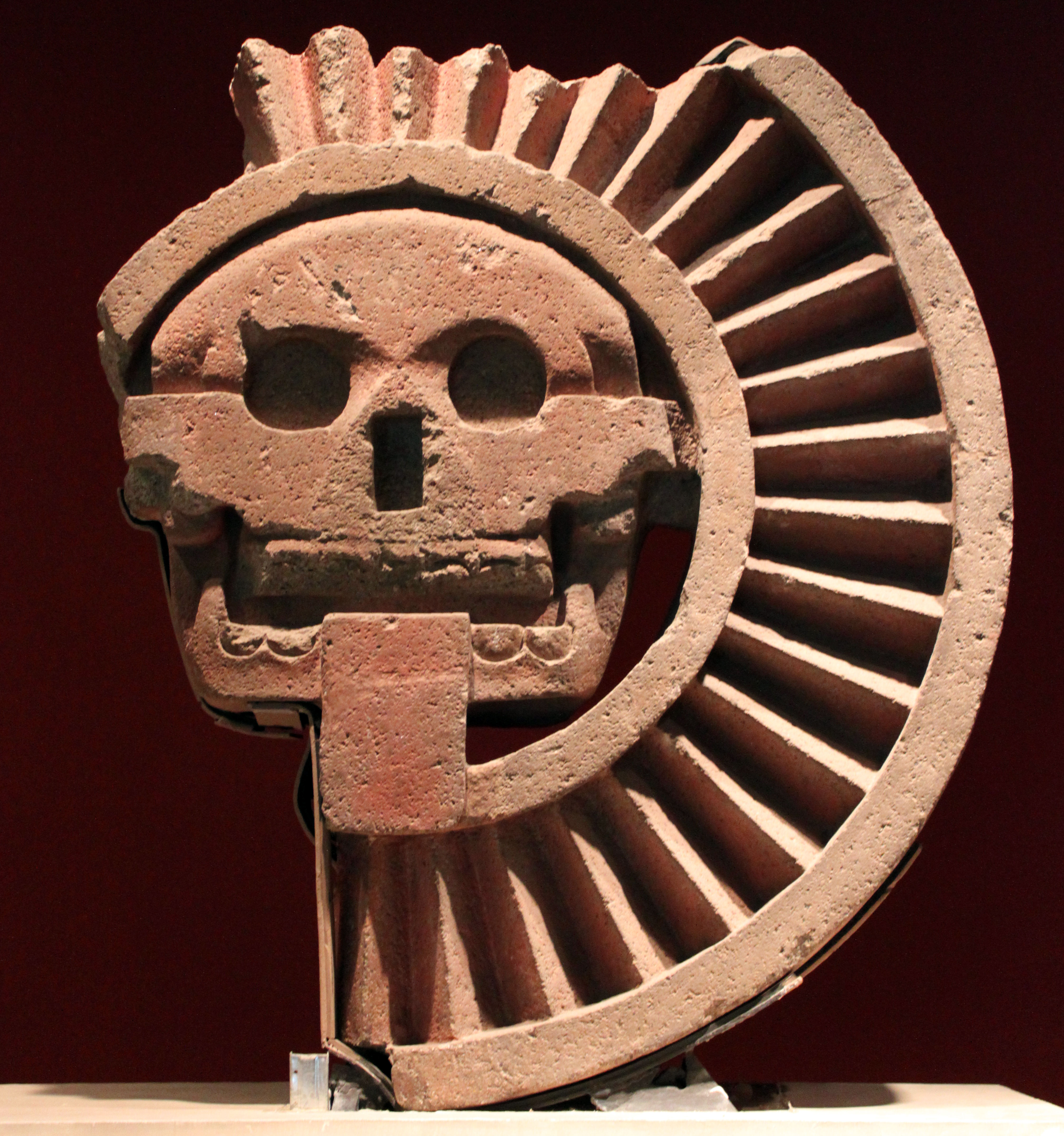
Dysk Mictlantecuhtla w Narodowym Muzeum Antropologicznym w Meksyku.

Mictlantecuhtli (nah. Pan krainy umarłych) – bóg śmierci, rozkładu, chorób i najgorszych odorów w mitologii azteckiej i patron dziesiątego dnia miesiąca (Itzcuintli) kalendarza azteckiego. Rządził on wraz z małżonką Mictlancihuatli (Mictecacihuatl) królestwem zmarłych zwanym Mictlan, gdzie jak wierzono mieszkał w ostatnim z 9 poziomów. Po śmierci dusze ludzkie przybywały do jego królestwa na wieczny spoczynek. Odpowiednikiem Mictlantecuhtli w wierzeniach Majów było bóstwo Hunahau.
Wyobrażano go sobie jako ludzki szkielet trzymający w dłoni czaszkę, zazwyczaj z wystającymi zębami i kamiennym nożem zamiast nosa, z ozdobami z papieru, sowimi piórami i bransoletkami z gałek ocznych.
Symbolizujące go zwierzęta to nietoperz, pająk i sowa. W niektórych wierzeniach był utożsamiany ze Słońcem. Wyobrażano sobie, iż po zmierzchu umierał schodząc w głąb ziemi aby odrodzić się następnego ranka.
Mitologiczny przekaz głosi iż Mictlantecuhtli próbował przeszkodzić bogu Quetzalcoatlowi w stworzeniu ludzi po powstaniu Słońca Ruchu (Nahui Ollin), czyli piątej epoki świata, gdy ten zszedł do Mictlanu w poszukiwaniu ich kości z poprzednich epok. Mimo iż Mictlantecuhtli początkowo zgodził się je wydać, jednocześnie zlecił swoim sługom wykopanie dołu w który wpadł Quetzalcoatl rozsypując i łamiąc kości ludzi które wcześniej z takim trudem zdobył – zdołał on jednak przy pomocy swego naguala wydobyć się z pułapki i ponownie pozbierać rozsypane szczątki, już jednak nie tak wartościowe jak przedtem – jak wierzono była to przyczyna różnego wzrostu ludzi zamieszkujących ziemię. Wydarzenia te opisuje indiański dokument spisany w języku nahuatl w XVI wieku n.e., Annales de Cuauhtitlan zwany też Kodeksem Chimalpopoca.
Podobnie jak Quetzalcoatl u Azteków, tak Bohaterscy Bliźniacy (Ixbalanque i Hunahpu) u Majów zdołali przechytrzyć boga podziemi.
Pojawia się w powieści Grahama Mastertona pt. „Wyklęty”.